# Malpighia nayaritensis
Malpighia nayaritensis là một loài thực vật có hoa trong họ Malpighiaceae. Loài này được (Vivaldi) F.K. Mey. mô tả khoa học đầu tiên năm 2000.